# Spodnja Bačkova
Spodnja Bačkova je naselje v Občini Benedikt.